# Skoczykłody
Skoczykłody – wieś w Polsce położona w województwie łódzkim, w powiecie skierniewickim, w gminie Głuchów.
Wieś arcybiskupstwa gnieźnieńskiego w ziemi rawskiej województwa rawskiego w 1792 roku. 
Wieś została założona w 1347 roku przez arcybiskupa gnieźnieńskiego Jarosława z Bogorii i Skotnik i nosiła nazwę Trzciniec (potem przyjęła się nazwa Skoczykłody).
W latach 1975–1998 miejscowość administracyjnie należała do województwa skierniewickiego.
W miejscowości urodził się Piotr Antosik, polski matematyk.